# Hubeiella
Hubeiella es un género de foraminífero bentónico de la subfamilia Pseudostaffellinae, de la familia Ozawainellidae, de la superfamilia Fusulinoidea, del suborden Fusulinina y del orden Fusulinida. Su especie tipo es Hubeiella simplex. Su rango cronoestratigráfico abarca el Changhsingiense (Pérmico superior).

## Discusión
Clasificaciones más recientes incluyen Hubeiella en la superfamilia Ozawainelloidea, y en la subclase Fusulinana de la clase Fusulinata. Clasificaciones más recientes incluyen Hubeiella en la familia Pseudostaffellidae.

## Clasificación
Hubeiella incluye a las siguientes especies:
- Hubeiella longjiangensis †
- Hubeiella minima †
- Hubeiella simplex †
- Hubeiella xintanensis †